# Élections sénatoriales de 2017 à Mayotte
Les élections sénatoriales de 2017 à Mayotte ont lieu le dimanche 24 septembre. Elles ont pour but d'élire les deux sénateurs représentant le département au Sénat pour un mandat de six années.

## Contexte départemental
Lors des élections sénatoriales de 2011 à Mayotte, deux sénateurs ont été élus : Thani Mohamed Soilihi (DVG) et Abdourahamane Soilihi (UMP).
Depuis, tous les effectifs du collège électoral des grands électeurs ont été renouvelés, avec les élections législatives françaises de 2017, les élections départementales françaises de 2015 et les élections municipales françaises de 2014.

## Sénateurs sortants
| Sénateur | Sénateur              | Parti | Fonctions lors de l'élection en 2011 |
| -------- | --------------------- | ----- | ------------------------------------ |
|          | Thani Mohamed Soilihi | LREM  | Ancien conseiller municipal de Sada  |
|          | Abdourahamane Soilihi | LR    | Maire de Mamoudzou                   |

## Présentation des candidats et des suppléants
Les nouveaux représentants sont élus pour une législature de 6 ans au suffrage universel indirect par les 424 grands électeurs du département. À Mayotte, les sénateurs sont élus au scrutin majoritaire à deux tours. Leur nombre reste inchangé, deux sénateurs sont à élire. Il y aura plusieurs candidats dans le département, chacun avec un suppléant.
| T/S | Candidats | Candidats             | Parti | Principale fonction                         |
| --- | --------- | --------------------- | ----- | ------------------------------------------- |
| T   |           | Saïd Omar Oili        | NEMA  | Maire de Dzaoudzi                           |
| S   |           |                       | NEMA  |                                             |
| T   |           | Thani Mohamed Soilihi | LREM  | Sénateur sortant                            |
| S   |           |                       | LREM  |                                             |
| T   |           | Abdallah Hassani,     | MDM   | Conseiller municipal de Mamoudzou           |
| S   |           |                       | MDM   |                                             |
| T   |           | Nadjim Ahamada,       | MDM   | Conseiller municipal de Mamoudzou           |
| S   |           |                       | MDM   |                                             |
| T   |           | Faouzia Cordji        | DVD   |                                             |
| S   |           |                       | DVD   |                                             |
| T   |           | Ousseni Maandhui      | LR    |                                             |
| S   |           |                       | LR    |                                             |
| T   |           | Soilihi Ahmed         | LR    | Maire de Kani-Kéli                          |
| S   |           |                       | LR    |                                             |
| T   |           | Abdourahamane Soilihi | LR    | Sénateur sortant, ancien maire de Mamoudzou |
| S   |           |                       | LR    |                                             |

## Résultats
| Candidats                 | Candidats                | Parti                    | Nuance                   | Premier tour | Premier tour | Second tour | Second tour |
| Candidats                 | Candidats                | Parti                    | Nuance                   | Voix         | %            | Voix        | %           |
| ------------------------- | ------------------------ | ------------------------ | ------------------------ | ------------ | ------------ | ----------- | ----------- |
|                           | Thani Mohamed Soilihi    | LREM                     | REM                      | 214          | 46,42        | 251         | 54,45       |
|                           | Abdallah Hassani         | MDM                      | DVG                      | 131          | 28,42        | 206         | 44,69       |
|                           | Saïd Omar Oili           | NEMA                     | DVG                      | 115          | 24,95        | 100         | 21,69       |
|                           | Soilihi Ahmed            | LR                       | LR                       | 102          | 22,13        | 144         | 31,24       |
|                           | Nadjim Ahamada           | MDM                      | DVD                      | 101          | 21,91        | 64          | 13,88       |
|                           | Hassano Harouna          | LR                       | LR                       | 79           | 17,14        | Retrait     | Retrait     |
|                           | Soilihi Madi-Rachidi     | SE                       | DVG                      | 41           | 8,89         | Retrait     | Retrait     |
|                           | Abdourahamane Soilihi    | LR                       | DVD                      | 35           | 7,59         | Retrait     | Retrait     |
|                           | Ibrahim Ibrahim Bacar    | SE                       | DVG                      | 17           | 3,69         | Retrait     | Retrait     |
|                           | Faouzia Cordji           | SE                       | DVD                      | 17           | 3,69         | Retrait     | Retrait     |
|                           | Abdou Baco               | SE                       | DVG                      | 12           | 2,60         | Retrait     | Retrait     |
| Fahar-Eddine Cheick-Ahmed | SE                       | DVG                      | 5                        | 1,08         |              | Retrait     | Retrait     |
|                           | Siaka Mahamoudou         | SE                       | DVD                      | 1            | 0,22         | 4           | 0,87        |
| Djambaé Ousseni           | SE                       | DVD                      | 0                        | 0,00         | Retrait      | Retrait     |             |
|                           |                          |                          |                          |              |              |             |             |
| Suffrages exprimés        | Suffrages exprimés       | Suffrages exprimés       | Suffrages exprimés       | 461          | 98,93        | 461         | 99,57       |
| Votes blancs              | Votes blancs             | Votes blancs             | Votes blancs             | 5            | 1,07         | 1           | 0,22        |
| Votes nuls                | Votes nuls               | Votes nuls               | Votes nuls               | 0            | 0,00         | 1           | 0.22        |
| Total                     | Total                    | Total                    | Total                    | 466          | 100          | 463         | 100         |
| Abstention                | Abstention               | Abstention               | Abstention               | 20           | 4,12         | 23          | 4,73        |
| Inscrits / participation  | Inscrits / participation | Inscrits / participation | Inscrits / participation | 486          | 95,88        | 486         | 95,27       |